# Blood on the Dance Floor (hudební skupina)
Blood on the Dance Floor (BOTDF) je electropopové duo z města Orlando ve Spojených státech amerických. Hudební skupina vznikla roku 2006.
Jejich album Evolution z roku 2012 se umístilo na 42. místě v žebříčku Billboard 200.

## Hudební žánry
Zprvu skupina experimentovala se screamováním, party rapem, technem a chiptune. Jejich písně často pojednávaly o sexu. Později to byly spíše EDM a dubstepové písně.

## Historie
Skupina byla založena 5. 9. 2007. Původní členové byli Dahvie Vanity, Christopher Mongillo a Rebeca Furgate. Bylo vydáno první album It's So Hard To Be a Diamond In the Rhinestone. Než ale začalo turné, Chris kapelu opustil a Rebecca zesnula. Do kapely přišel Garrett Ecstasy a ten s Dahviem nahrál nová alba: I Scream I Scream, OMFG Sneak Peak a Extended Play. Dahvie a Garrett odstartovali turné. V polovině turné byl však Garrett z kapely vyhozen, protože ukradl tourbus a peníze za prodané merche. Tourbus naboural a za peníze si koupil drogy. Garretta nahradil Jayy von Monroe. Začátkem září 2016 Jayy skupinu opustil a skupina se rozhodla dát si pauzu na delší dobu.
V roce 2016 Dahvie rozjel svůj projekt s názvem Sinners are winners.
V březnu 2017 oznámil Dahvie, že se BOTDF v dubnu vrátí i s novým členem. Novým členem se stala Dahvieho přítelkyně Fallon Vendetta. 3. května 2017 vydali Blood On the Dance Floor singl Resurrection Spell z připravovaného alba Kawaii Monster.

## Diskografie
- It's Hard to be a Diamond in a Rhinestone World (2008)
- Let's Start a Riot (2008)
- Epic (2010)
- All the Rage!! (2011)
- Evolution (2012)
- Bad Blood (2013)
- Bitchcraft (2014)
- Master of Death (2015)
- Cruel Pornography (2015)
- Scissors (2016)
- Kawaii Monster (2017)

## Videoklipy
- Death To Your Heart (2010)
- Believe (2010)
- Bewitched (2011)
- Rise and Shine (2012)
- Unforgiven (2012)
- Don't Wanna Be Like You (2012)
- Damaged – Extended version (2013)
- Damaged (2014)
- The Reckoning (2014)

## Členové

### Současní členové
- Dahvie Vanity – vokály, klávesy, kytara, baskytara (2007–2016, 2017–současnost). Narozen 5. 9. 1984 v Portoriku. Kromě zpívání je také kadeřník.

### Dřívější členové
- Jayy Von Monroe – vokály (2009–2016). Narozen 17. 8. 1991 v Jacksonvillu. Jayy je také model. Jméno Jayy je podle jeho křestního jména Jeremy a dvě Y podle vodky Skyy. Monroe si říká proto, že ho kdysi jeden kluk nazval nejhezčím klukem a právě Marilyn Monroe byla nejkrásnější ženou své doby. Jayy je homosexuál.
- Christopher Mongillo – vokály, kytara (2007–2008)
- Rebecca Fugate – vokály, klávesy (2007–2008). Rebecca zemřela při autonehodě roku 2008, o čemž jsou také písně "Libertine" a "Fallen Stars". Rebecca byla Dahvieho přítelkyně.
- Garrett Ecstasy – vokály (2008–2009)
- Matty M – vokály (2008) Fallon Vendetta – vokály (2017–2020)
- Fallon Vendetta – vokály (2017–2020)

### Koncertující členové
- Nick Nasty – bicí, vokály, klávesy (2010–2011)
- Carter Harris – klávesy (2011–2012)
- Johnny Awford – baskytara, bicí (2011)
- Rusty Lixx – kytara, bicí (2009–2011)
- Alex Gilbertson – baskytara (2011)
- Brian Carpenter – bicí (2012)
- Michael "Aussie" Sadleir – baskytara (2012–současnost)
- Ryan Mulroy – kytara (2012–současnost)
- Brandy Wynn – housle (2012–současnost)